# Шахдаг (футбольный клуб)
«Шахдаг» (азерб. Şahdağ Futbol Klubu) — азербайджанский футбольный клуб. В чемпионате Азербайджана представлял северную зону, город Кусары.

## История
Клуб был основан в 1950 году. В сезоне 1998/99 годов называлась «Нефтегаз». В 2003 году был переименован в «Шахдаг-Самур». В дальнейшем команде было возвращено название «Шахдаг».
В 1990 и 1991 годах команда участвовала во второй низшей лиге первенства СССР.
В сезонах 1992, 1993, 1993/94, 1998/99, 2001/02, 2003/04—2006/07 играла в чемпионате Азербайджана (высшая лига). По итогам 15-го чемпионата Азербайджана (2006/07) команда заняла в чемпионате предпоследнее 13-е место и покинула высшую лигу. В сезонах 2007/08—2016/17 — в первом азербайджанском дивизионе.
В сезоне 2011/12 ставка была сделана на молодых местных игроков.